# Controversie di Google
Google è stato coinvolto in molteplici cause legali su questioni quali privacy, pubblicità, proprietà intellettuale e vari servizi Google come Google Libri e YouTube. L'ufficio legale della società si è esteso da uno a quasi 100 avvocati nei primi cinque anni di attività e nel 2014 è cresciuto fino a circa 400 avvocati. Il Chief Legal Officer di Google è il vice presidente dello sviluppo aziendale David Drummond.

## Privacy

### Stati Uniti contro Google Inc.
Stati Uniti contro Google Inc. è un caso in cui il tribunale distrettuale degli Stati Uniti per il distretto settentrionale della California ha approvato un ordine stipulato per un'ingiunzione permanente e una sentenza di sanzione civile di $ 22,5 milioni, la più grande sanzione civile che la Federal Trade Commission (FTC) abbia mai storicamente emesso. FTC e Google Inc. hanno acconsentito all'inserimento dell'ordine stipulato per risolvere la controversia derivante dalla violazione di Google della sua politica sulla privacy. In questo caso, la FTC ha ritenuto che Google fosse responsabile della falsa dichiarazione delle garanzie di privacy per gli utenti del browser Internet Safari di Apple. È stato raggiunto dopo che la FTC ha ritenuto che attraverso l'inserimento di cookie di tracciamento della pubblicità nel browser web Safari e durante la pubblicazione di annunci mirati, Google ha violato l'ordine amministrativo della FTC del 2011 emesso in FTC contro Google Inc.

### Google Spagna contro AEPD e Mario Costeja González
Google Spain SL, Google Inc. contro Agencia Española de Protección de Datos, Mario Costeja González è stata una decisione della Corte di giustizia dell'Unione europea in cui si ritiene che un operatore di un motore di ricerca su Internet sia responsabile del trattamento che esso esegue delle informazioni personali che appare su pagine web pubblicate da terze parti.

### Hibnick contro Google inc.
Hibnick contro Google è stata una causa contro Google del 2010. Si accusava Google di aver violato diverse leggi sulle comunicazioni elettroniche con il lancio del nuovo prodotto Google Buzz. Google Buzz era una rete di social media che si collegava automaticamente a Gmail.

### Joffe contro Google Inc.
Joffe contro Google inc. è stata una causa federale tra Ben Joffe e Google, Inc. che è entrata nella giurisdizione ufficiale della Corte Suprema nel novembre 2010. Joffe ha affermato che Google avesse rotto uno dei segmenti della legislazione di Wiretap quando hanno intromesso le reti wireless apparentemente "pubbliche" di case private attraverso la loro applicazione Street View. Sebbene Google abbia presentato ricorso più volte, i tribunali si sono pronunciati a favore di Joffe.

### Mosley contro SARL Google
Mosley contro SARL Google è stato un caso giudiziario francese del 2013 in cui l'ex presidente della Federazione internazionale dell'Automobile Max Mosley ha tentato di far sì che il motore di ricerca su Internet di Google rimuovesse le immagini di lui mentre era coinvolto in un atto sessuale sado-masochista con diverse prostitute. La pubblicazione delle immagini sul quotidiano inglese (ora chiuso) The News of the World è stata oggetto di causa, Mosley contro News Group e ha comportato il risarcimento di danni per il sig. Mosley.

## Pubblicità

### Google, Inc. contro American Blind & Wallpaper Factory, Inc.
Google, Inc. contro American Blind and Wallpaper Factory, Inc. è stata una decisione del tribunale distrettuale degli Stati Uniti per il distretto settentrionale della California che ha contestato la legalità del programma AdWords di Google. Il tribunale ha concluso che, in attesa dell'esito di un processo con giuria, Google AdWords potrebbe violare la legge sui marchi.

### Rescuecom Corp. contro Google inc.
Rescuecom Corp. contro Google inc. è stata una causa della Corte d'appello degli Stati Uniti per il caso del Secondo Circuito in cui il tribunale affermava che raccomandare un marchio per la pubblicità di parole chiave era un uso commerciale del marchio e poteva costituire una violazione del marchio. Il caso riguardava Rescuecom. Prima della risoluzione del caso, Google raccomandava il marchio "Rescuecom" alle aziende (compresi i concorrenti di Rescuecom), che acquistavano parole chiave tramite il prodotto AdWords di Google.

### Rosetta Stone contro Google Inc.
Rosetta Stone contro Google è stata una decisione della Corte d'appello degli Stati Uniti per il quarto circuito che ha contestato la legalità del programma AdWords di Google. La Corte ha annullato una concessione di giudizio sommario per Google che aveva dichiarato Google AdWords non era una violazione della legge sui marchi.

### Goddard contro Google, Inc.
Goddard contro Google Inc. è stato un caso in cui Jenna Goddard ha affermato di essere stata danneggiata da Google a seguito del clic su pubblicità presumibilmente fraudolente basate sul web per i servizi di abbonamento mobile. Il tribunale distrettuale degli Stati Uniti per il distretto settentrionale della California ha dichiarato che l'azione è stata vietata dalla Sezione 230 del Communications Decency Act ("CDA") e ha respinto il reclamo.

### Rocky Mountain Bank contro Google, Inc.
Rocky Mountain Bank contro Google Inc. è stata una decisione del tribunale distrettuale degli Stati Uniti per il distretto settentrionale della California in cui si riteneva che Google dovesse rivelare le informazioni sull'account di un utente Gmail a cui erano state erroneamente inviate informazioni sensibili da Rocky Mountain Bank.

## Android

### Oracle America, Inc. contro Google inc.
Oracle America, Inc. contro Google inc. è una controversia relativa alle rivendicazioni di copyright e brevetti di Oracle sul sistema operativo Android di Google. A maggio 2012, la giuria ha riscontrato che Google non aveva violato i brevetti di Oracle e il giudice del processo ha stabilito che la struttura delle API Java utilizzate da Google non era protetta da copyright.

## YouTube

### Viacom International Inc. contro YouTube, Inc.
Viacom International, Inc. contro YouTube, Inc. è stato un caso del tribunale distrettuale degli Stati Uniti per il caso del distretto meridionale di New York in cui Viacom ha citato in giudizio sostenendo che YouTube aveva commesso una "sfacciata" e "massiccia" violazione del copyright consentendo agli utenti di caricare e visualizzare centinaia di migliaia di video di proprietà di Viacom senza autorizzazione. Google ha presentato una mozione per un giudizio abbreviato, poi concessa nel 2010 sulla base del fatto che le disposizioni " Safe Harbor " del Digital Millennium Copyright Act hanno protetto Google dalle richieste di violazione del copyright di Viacom. Nel 2012, in appello alla Corte degli Stati Uniti per il secondo circuito, la sentenza è stata in parte invertita. Il 18 aprile 2013, il giudice distrettuale Stanton ha nuovamente concesso un giudizio abbreviato a favore dell'imputato YouTube. È stato avviato un appello, ma le parti hanno avuto un accordo a marzo 2014.

### Garcia contro Google Inc.
Garcia contro Google Inc. è un caso in cui Cindy Lee Garcia ha fatto causa a Google e al suo sito Web per la condivisione di video, YouTube, per far rimuovere dal film il controverso film, Innocence of Muslims. Un tribunale distrettuale della California ha negato la proposta di ingiunzione preliminare, ma, in appello, la Corte d'appello degli Stati Uniti per il Nono Circuito ha annullato la decisione della corte inferiore, ha ordinato a YouTube di ritirare tutte le copie di Innocence of Muslims e ha rinviato il caso al tribunale distrettuale per la riconsiderazione.

## Google Libri

### Authors Guild, Inc. contro Google, Inc.
Authors Guild contro Google è stato un caso giudiziario di copyright incentrato sulle accuse della Corporazione degli autori secondo cui Google aveva violato i loro diritti d'autore nello sviluppo del database di Google Ricerca Libri. Il Contratto di transazione di Google Ricerca Libri era un accordo di transazione proposto tra la Authors Guild, la Association of American Publishers e Google nella transazione di Authors Guild contro Google | Autori Guild et al. contro Google, una causa legale per violazione di copyright. L'accordo è stato inizialmente proposto nel 2008 e infine respinto dal tribunale nel 2011. Alla fine del 2013, il presidente del Circuit Judge statunitense ha archiviato il caso Authors Guild et al. contro Google.

### Field contro Google, Inc.
Campo contro Google inc. è un caso in cui Google ha difeso con successo una causa per violazione del copyright. Field sosteneva che Google avesse violato il diritto esclusivo di riprodurre le proprie opere protette da copyright quando ha memorizzato nella cache il proprio sito web e ne ha reso disponibile una copia sul suo motore di ricerca. Google ha sollevato molteplici difese: fair use, licenza implicita, estoppel e protezione del Digital Millennium Copyright Act. Il tribunale ha concesso la mozione di Google di un giudizio abbreviato.

### Causa Mian Mian
Nel dicembre 2009, la scrittrice cinese Mian Mian ha intentato una causa contro la compagnia, per aver scannerizzato il suo intero romanzo senza notificarla o pagarla per il permesso di copyright. Google ha rimosso il lavoro di Mian dalla sua biblioteca online poco dopo aver appreso della causa. Nel gennaio 2013, un tribunale cinese ha ordinato a Google di pagare un risarcimento Mian di 5.000 yuan ($800 USA) per la scansione delle sue opere senza permesso.

## Acquisti in-app
Nel 2014 un genitore ha intentato un'azione legale contro Google per acquisti "in-app", che sono acquisti che possono essere effettuati all'interno di applicazioni ("app"). Questa causa è seguita a un'azione legale di classe e un'indagine della Federal Trade Commission contro Apple Inc. per denunce simili. Il genitore sosteneva che esistesse una finestra di 30 minuti durante la quale era possibile effettuare autorizzazioni per acquisti con carta di credito progettati per invogliare i bambini a effettuare tali acquisti in "app gratuite" e che Google avrebbe dovuto essere a conoscenza del problema a causa della precedente contenzioso di Apple.

## Diritto d'autore

### Perfect 10, Inc. contro Google inc.
Perfect 10 contro Google, Inc., et al. è stato un caso giudiziario statunitense per cui Google ha smesso di creare e distribuire miniature delle immagini di Perfect 10 nel suo servizio di ricerca di immagini di Google e di interrompere l'indicizzazione e il collegamento a siti che ospitano tali immagini. All'inizio del 2006, il tribunale ha accolto in parte la richiesta e in parte l'ha respinta, dichiarando che le miniature sarebbero state probabilmente violate, ma i collegamenti no.

### Roey Gorodish contro Waze e Google Israele
Una class action suit è stata fatta marzo 2014 dal commercialista Roey Gorodish contro Google Israele e Waze (acquisita da Google), rivendicando la proprietà intellettuale violazione per l'uso di open-source FreeMap la mappa e il codice del software RoadMap open-source, un progetto che Ehud Shabtai aveva contribuito per la versione Windows PocketPC nel 2006. La causa è stata respinta due volte nei tribunali israeliani, e il verdetto finale è stato emesso il 28 gennaio 2019.

## Discriminazione
Google sta attualmente combattendo una causa intentata dal dipartimento del lavoro degli Stati Uniti che rivendica la discriminazione di genere. I funzionari di Google hanno dichiarato che era troppo oneroso dal punto di vista finanziario e logisticamente impegnativo consegnare i registri degli stipendi richiesti dal governo per indagare. Un giudice ha tuttavia ordinato a Google di consegnare i registri salariali al governo in questa indagine in corso da parte del Dipartimento del Lavoro degli Stati Uniti.

### James Damore et al. contro Google, LLC
In una causa intentata l'8 gennaio 2018, diversi dipendenti e candidati alla ricerca di lavoro hanno denunciato una discriminazione di Google nei confronti di una classe definita dalle loro "opinioni politiche conservatrici[,] genere maschile[,] e/o [...] di razza caucasica o asiatica".

### Arne Wilberg contro Google inc.
Il 29 gennaio 2018, il reclutatore tecnico di YouTube Arne Wilberg ha intentato una causa accusando Google di "discriminare sistematicamente a favore di candidati che sono ispanici, afroamericani o femminili e contro uomini caucasici e asiatici".

## Altro

### Gonzales contro Google
Il 18 gennaio 2006, il Dipartimento di Giustizia degli Stati Uniti presentò una mozione per costringere il tribunale distrettuale degli Stati Uniti a San Jose per consegnare "un campione casuale a più fasi di un milione di URL" dal database di Google e un file di computer con il testo di ogni stringa di ricerca immessa nel motore di ricerca di Google in un periodo di una settimana (in assenza di informazioni che identificano la persona che ha inserito tale query)." Google sostiene che la sua politica è sempre stata quella di garantire la privacy e l'anonimato dei suoi utenti e ha contestato la mozione. Il 18 marzo 2006, un giudice federale stabilì che mentre Google doveva consegnare 50.000 URL casuali, il Dipartimento di Giustizia non ha soddisfatto l'onere necessario per costringere Google a divulgare i termini di ricerca inseriti dai suoi utenti in Google.

### Bedrock Computer Technologies, LLC contro Google inc
Una giuria del Texas ha assegnato a Bedrock Computer Technologies $ 5 milioni in una causa di brevetto contro Google. Il brevetto avrebbe riguardato l'uso di tabelle hash con garbage collection e concatenazioni separate nel kernel di Red Hat Linux. Google e Bedrock hanno successivamente risolto il caso e la sentenza è stata annullata dal tribunale.

### Agence France Press
Nel marzo 2005, Agence France Presse (AFP) fece causa a Google per violazione del copyright presso il tribunale federale del Distretto di Columbia, un caso che Google ha risolto per un importo non divulgato in un patto che includeva una licenza del testo completo degli articoli AFP da utilizzare su Google News.

### Genericidio di "google"
Nel 2017, David Elliot e Chris Gillespie hanno discusso dinanzi al Nono Circuito della Corte d'Appello degli Stati Uniti sul fatto che la parola "google" avesse subito un genericidio. La controversia è iniziata nel 2012 quando Gillespie ha acquisito 763 nomi di dominio contenenti la parola "google". Google ha prontamente presentato un reclamo al National Arbitration Forum (NAF). Elliot ha quindi presentato una petizione per la cancellazione del marchio Google. Alla fine, il tribunale si è pronunciato a favore di Google perché Elliot non è riuscito a mostrare una preponderanza di prove che dimostrano la genericità di "google".